# Баоцзи

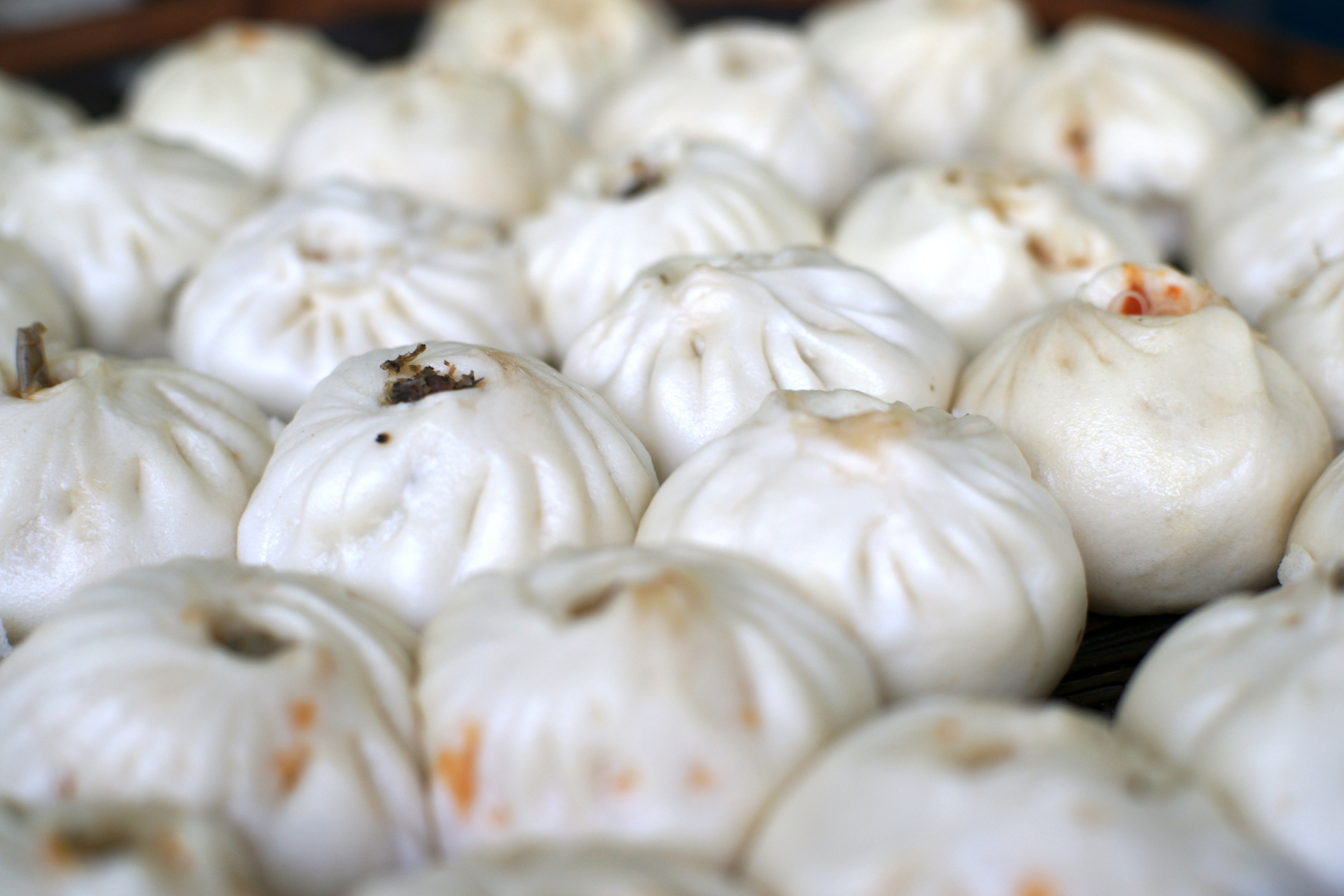
Баоцзи з начинкою з гарбуза

Баоцзи (кит. трад. 包子, піньїнь: bāozi), або просто бао (包) — популярна китайська страва, що являє собою невеликий пиріжок, що готується на пару. Тісто, як правило, дріжджове, на відміну від поз (чия назва походить від китайського баоцзи). Як начинка можуть використовуватися як м'ясні продукти, так і рослинні (тофу, капуста, гриби, гарбуз) або їх поєднання. Найчастіше використовують свинячий фарш з капустою. Коли баоцзи готуються як солодка страва, начинкою може бути анко — паста з квасолі адзукі (Vigna angularis) — або кунжут.
У Китаї баоцзи особливо люблять їсти на сніданок, але вживають і в інший час дня. У наші дні їх можна купити і в замороженому вигляді, для швидкого приготування на пару, або, в разі необхідності, навіть в мікрохвильовій печі. Особливо популярні баоцзи в шанхайській кухні.
Згідно з китайською легендою, зокрема описаною в класичному китайському романі «Трицарство», знаменитим стратегом II—III століття н. е. Чжуґе Ляном (кит.: 诸葛亮) були винайдені маньтоу, початково відповідні рецептурою сучасним баоцзи, однак, згодом перетворилися в парові булочки без начинки. До періоду правління династії Сун маньтоу позначали пиріжки з начинкою і без, і приблизно з цього часу виникає власне термін «баоцзи» для позначення парових пиріжків з начинкою.
Парові пиріжки з різноманітною начинкою типу баоцзи популярні і в інших частинах Азії. У тюркських народів, від Середньої Азії до Туреччини, вони відомі як манти; у монголів і бурят — як «бууза» (в російській формі, «пози»); у В'єтнамі Bánh bao.